# Кыр-Тавгильдино
Кыр-Тавги́льдино (тат. Тәүгелде) — деревня в Буинском районе Республики Татарстан, в составе Новочечкабского сельского поселения.

## География
Село находится в бассейне реки Лащи, в 20 км к северо-западу от районного центра — города Буинска.

## История
Основание деревни Кыр-Тавгильдино (до 1920-х гг. была известна под названием Нижние Кулькаши) относят к XVII веку. Основана выходцами села Старый Кулькаш.
В сословном плане, в XVIII веке и вплоть до 1860-х годов жителей деревни причисляли к государственным крестьянам. Их основными занятиями в то время были земледелие, скотоводство.
В «Списке населенных мест по сведениям 1859 года», изданном в 1866 году, населённый пункт упомянут как казённая деревня Новыя Кулькаши (Тявгильдино) 2-го стана Тетюшского уезда Казанской губернии. Располагалась при речке Кулькаше, по правую сторону почтового тракта из Казани в Симбирск, в 50 верстах от уездного города Тетюши и в 5 верстах от становой квартиры во владельческом селе Знаменское (Чипчаги). В деревне в 70 дворах жили 445 человек (228 мужчин и 217 женщин). Была мечеть.
По сведениям из первоисточников, в начале XX столетия в деревне действовали мечеть, медресе, 3 ветряные мельницы, 2 бакалейные лавки. Земельный надел сельской общины составлял 831,3 десятины.
До 1920 года деревня входила в Чирки-Кильдуразовскую волость Тетюшского уезда Казанской губернии. С 1920 года в составе Тетюшского, с 1927 – Буинского кантонов ТАССР, с 1930 года — Буинского района.
С 1929 года в деревне работали  коллективные сельскохозяйственные   предприятия. С 1993 — коллективное хозяйство «Узяк», с 2003 — сельскохозяйственный производственный кооператив «Узяк».

## Население
| 1782 | 1859 | 1897 | 1908 | 1920 | 1926 | 1938 | 1949 | 1958 | 1970 | 1979 | 1989 | 2002 | 2010 | 2015 |
| ---- | ---- | ---- | ---- | ---- | ---- | ---- | ---- | ---- | ---- | ---- | ---- | ---- | ---- | ---- |
| 115  | 445  | 577  | 712  | 630  | 409  | 786  | 384  | 351  | 339  | 283  | 227  | 188  | 180  | 176  |

Национальный состав
Согласно результатам переписи 2002 года, в национальной структуре населения села татары составляли 99% из 188 человек.

## Экономика
Жители работают преимущественно в сельскохозяйственном производственном кооперативе «Узяк» (с 2003 г.), занимаются полеводством, мясным скотоводством.

## Инфраструктура
В селе действуют начальная школа (с 1969 г.), клуб, фельдшерско-акушерский пункт.

## Религия
Мечеть (с 1991 года).

## Известные люди
- Р. А. Аглуллин (1930–2006) – Герой Социалистического Труда, депутат Верховного Совета СССР (в 1974–1979 годах)